# Martensdale, Iowa
Martensdale là một thành phố thuộc quận Warren, tiểu bang Iowa, Hoa Kỳ. Năm 2010, dân số của thành phố này là 465 người.

## Dân số
Dân số qua các năm:
- Năm 2000: 467 người.
- Năm 2010: 465 người.